# Die aardige meneer Bengari
Die aardige meneer Bengari (Duits: Der freundliche Herr Bengari) is een hoorspel van Wolfgang Graetz. De Duitstalige versie werd geregisseerd door Ulrich Gerhardt en op 20 januari 1969 door de RIAS (Rundfunk im amerikanischen Sektor Berlins) uitgezonden. Paul Beers vertaalde het en de NCRV zond het uit op vrijdag 28 november 1969 (met een herhaling op vrijdag 18 juni 1971). De regisseur was Ab van Eyk. Het hoorspel duurde 34 minuten.

## Rolbezetting
- Arnold Gelderman (Bengari)
- Sonja van Proosdij (verslaggeefster)
- Tom van Beek (Hederich)
- Frans Somers (Thöny)
- Huib Orizand (Silawsky)
- Petra Dumas (Christa)
- Wiesje Bouwmeester (mevrouw Silawsky)
- Kommer Kleijn (Wolters)
- Johan te Slaa (Herking)
- Tine Medema (mevrouw Herking)
- Maarten Kapteijn (Johanssen)
- Corry van der Linden (Inge)
- Jan Wegter, Piet Ekel & Floor Koen (enkele mannen)
- Hetty Berger & Dogi Rugani (vrouwen)
- Maria Lindes & Maroesja Hobo-Lacunes (meisjes)

## Inhoud
Mijnheer Bengari, wiens plan ironisch genoeg door een rijke kapitalist gefinancierd wordt, sticht op een eiland een commune, waarin de oude anarchistische en sociaal-revolutionaire idealen verwezenlijkt moeten worden. Er is geen politie, noch justitie, overheid, huwelijksband of vastgelegde arbeidstijd. Daar, zoals idealisten menen, alle leed en alle misdaden van de mensen het gevolg zijn van de maatschappelijke omstandigheden, moet men enkel de omstandigheden veranderen om de mensen beter en gelukkiger te maken. Voor de wetenschappelijke fundering van dit plan zorgt Bengari’s assistent, de socioloog Thöny. Slaagt het experiment?